# هجرة الآشوريين من العراق
يشير الخروج الآشوري من العراق إلى موجات النزوح الجماعي والطرد القسري للآشوريين من العراق، وهي عملية بدأت مع اندلاع حرب العراق عام 2003 وما زالت مستمرة حتى اليوم. يقدّر قادة المجتمع الآشوري في العراق أن أكثر من ثلثي السكان الآشوريين قد غادروا البلاد أو نزحوا داخليًا منذ الغزو الأميركي عام 2003 وحتى عام 2011. وتشير تقارير إلى أن أحياء كاملة من الآشوريين خلت تمامًا في بغداد والبصرة، كما تعرض الآشوريون لتهديدات من الجماعات المتمردة السنية والميليشيات.
وفي أعقاب حملة تنظيم داعش في شمال العراق في أغسطس 2014، فرّ ربع من تبقى من الآشوريين العراقيين من مقاتلي التنظيم، ولجأوا إلى تركيا وإقليم كردستان.
نشرت صحيفة الغارديان أن أعمال العنف ضد الآشوريين أدت إلى انخفاض أعدادهم في العراق من نحو 800 ألف في 2003 إلى 400 ألف فقط بحلول 2011. بينما قدّر الدليل الكاثوليكي لعام 2009"د الأعداد بشكل أكبر: من 1.5 مليون معظمهم من الآشوريين عام 2003 إلى 500 ألف فقط عام 2009. وتقديرات أخرى تشير إلى أن العدد الحالي قد لا يتجاوز 300 ألف آشوري في العراق. أما المفوضية العليا لشؤون اللاجئين التابعة للأمم المتحدة فقد قدّرت عام 2007 أن ثلث اللاجئين العراقيين، البالغ عددهم 1.8 مليون، كانوا من الآشوريين. كما أن نسبة مشابهة من النازحين داخليًا (من بين 1.6 مليون) في 2007 يُعتقد أنهم آشوريون، وقد هرب معظمهم من بغداد والبصرة والموصل إلى إقليم كردستان الأكثر استقرارًا.

## خلفية
أظهر تقرير لوكالة المخابرات المركزية عام 1950 حول العراق أن الآشوريين شكّلوا 4.9% من سكان العراق خلال أربعينيات القرن العشرين.
| العدد الكلي | الكلدان الكاثوليك | السريان الكاثوليك | السريان الأرثوذكس | كنيسة المشرق الآشورية |
| ----------- | ----------------- | ----------------- | ----------------- | --------------------- |
| 165,000     | 98,000            | 25,000            | 12,000            | 30,000                |

ويتابع التقرير موضحًا أن 20% من الآشوريين يعيشون في بغداد و60% في الموصل.
قدّر مجلس الأقليات العراقي ومنظمة حقوق الأقليات الدولية أن عدد الآشوريين في العراق قبل الحرب بلغ نحو 800,000 نسمة.

## التسلسل الزمني

### خلال حرب العراق (2003–2011)
واجه الآشوريون في العراق بعد سقوط نظام البعث معدلات مرتفعة من الاضطهاد على يد متشددين سُنّة منذ بداية الحرب. وبحلول أوائل أغسطس 2004 شمل هذا الاضطهاد تفجير الكنائس وفرض الجماعات المتشددة لقوانين السلوك الإسلامي على المسيحيين، مثل حظر الكحول وإجبار النساء على ارتداء الحجاب. أدت هذه الهجمات إلى نزوح ربما نصف المجتمع الآشوري من العراق. ورغم أن الآشوريين كانوا يشكلون نحو 5% من سكان العراق قبل الحرب، إلا أنهم شكّلوا نسبة أكبر بكثير بين اللاجئين العراقيين (حتى 13% منهم)، والذين علقوا في سوريا والأردن ولبنان وتركيا.

### خلال التمرد العراقي (2011–2017)
بحلول عام 2011، كان عدد كبير من الآشوريين قد لجأ إلى قراهم في سهل نينوى وإقليم كردستان. هذا دفع بعض الآشوريين، بالإضافة إلى سياسيين عراقيين وأجانب، إلى المطالبة بإنشاء إقليم ذاتي للآشوريين في تلك المناطق.
لكن ابتداءً من 2013، ومع صعود تنظيم داعش، تعرّض الآشوريون (بما فيهم اللاجئون) لعمليات تطهير عرقي في العراق وسوريا. واشتدت هذه الحملة مع الهجوم الكبير للتنظيم على شمال العراق منتصف 2014. معظم الأراضي التي سيطر عليها داعش في شمال العراق كانت من سهل نينوى، وهو آخر منطقة كانت آمنة للآشوريين. وبحلول أغسطس 2014، انخفض عدد المسيحيين في سهل نينوى بنسبة 60%، وفُقدت معظم المراكز السكانية الرئيسية في المنطقة لصالح داعش.